# John Netherland Heiskell

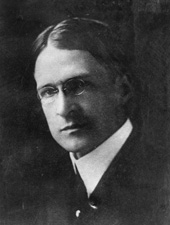
John Netherland Heiskell

John Netherland Heiskell (* 2. November 1872 in Rogersville, Hawkins County, Tennessee; † 28. Dezember 1972 in Little Rock, Arkansas) war ein US-amerikanischer Politiker der Demokratischen Partei. Vom 6. Januar 1913 bis zum 29. Januar 1913 saß er für den US-Bundesstaat Arkansas im US-Senat.

## Biographie
Heiskell wurde in Rogersville, im Osten von Tennessee geboren. Über Heiskells Jugend ist wenig bekannt. Bekannt ist, dass er ab 1902 bis zu seinem Tod Inhaber und Herausgeber der Arkansas Gazette, die zweimal den Pulitzer-Preis erhielt. Nach dem plötzlichen Tod von Jeff Davis wurde Heiskell zum Nachfolger Davis im Senat ernannt. Seine Amtszeit dauerte 23 Tage lang. William M. Kavanaugh trat daraufhin Heiskells Nachfolge an.